# Rachael Leigh Cook
Rachael Leigh Cook (Minneapolis (Minnesota), 4 oktober 1979) is een Amerikaanse actrice. Ze werd tijdens de Young Hollywood Awards 2001 verkozen tot de vrouwelijke Superstar of Tomorrow.

## Carrière
Cook begon op haar tiende met modellenwerk als gezicht van een hondenvoermerk. Ze acteert sinds haar veertiende. Haar filmdebuut maakte ze in 1995, toen ze te zien was in zowel The Baby-Sitters Club als Tom and Huck. Behalve lijfelijk verschijnen in films, spreekt Cook stemmen in voor tekenfilms en computerspellen, zoals voor Kingdom Hearts II en Dirge of Cerberus: Final Fantasy VII. Tevens richtte ze een eigen filmstudio op, genaamd Ben's Sister Productions.
Hoewel Cook tot de cast van een televisiereeks behoorde, heeft ze wel enkele gastoptredens van meerdere afleveringen gespeeld in verschillende series. Zo was ze in 1999 drie afleveringen in Dawson's Creek te zien als Devon en in 2005 vijf afleveringen als Penny Posin in Las Vegas. Ze is ook meerdere malen te zien in de serie Psych als Abigail Lytar, de vriendin van Shawn Spencer. Nu heeft ze een hoofdrol in de televisieserie "Perception", naast Eric McCormack, ook wel bekend van Will & Grace. 
In 2004 trouwde Cook met acteur Daniel Gillies, met wie ze in Los Angeles woont. Ze is vegetariër.